# The Main Event Mafia
Palmarès
3 fois champion des légendes de la TNA – Booker T (1) et Kevin Nash (2)
2 fois champion du monde poids-lourds de la TNA - Kurt Angle (1) et Sting (1)
1 fois champion du monde par équipe de la TNA - Booker T et Scott Steiner
1 fois champion de la division X de la TNA - Samoa Joe
La Main Event Mafia (fréquemment abrégé par l'acronyme MEM) était un clan de catcheurs heel appartenant à la Total Nonstop Action Wrestling (TNA) composé à l'origine de Kurt Angle, Booker T, Kevin Nash, Scott Steiner et Sting. 
Formé fin octobre 2008, le clan est à l'origine de la création d'un nouveau titre par Booker T appelé championnat des légendes de la TNA dont il se déclare premier champion. La formation du groupe est due à une nouvelle storyline de la TNA dans laquelle les vétérans que sont les membres de ce clan entrent en rivalité avec les jeunes talents de la compagnie ; les membres de la MEM jouent les heels en tant que vétérans et montrent qu'ils sont agacés par l'irrespect dont font preuve les jeunes lutteurs. 
Sting décide de reformer la MEM le 20 juin 2013 et jouent en tant que face pour contrer Aces & Eights. Cette équipe est composée de Sting, Kurt Angle, Samoa Joe, Magnus et Rampage Jackson. Le groupe sera à nouveau dissout le 7 novembre 2013.

## Histoire

### Première incarnation (2008-2009)

#### Contexte de la création (2008)
Le 13 juillet 2008 au cours de Victory Road, Samoa Joe défend son titre de champion poids-lourds de la TNA face à Booker T, ce combat est à l'avantage de Joe qui fait saigner son adversaire au visage et se montre très violent avec lui. Trois arbitres interviennent successivement pour le calmer mais l'américain d'origine samoane continue et s'en prend aux officiels les mettant au tapis. Sharmell, la femme de Booker T, monte sur le ring et implore les officiels de mettre fin à cela. Sting arrive, Joe lui fait un bras d'honneur avant de recevoir un coup de batte de baseball qui permet à Booker de remporter ce combat sur un compte de Sharmell.
Quatre jours plus tard, Jim Cornette, le manager général, déclare que ce combat n'a pas de vainqueur et demande à Booker de rendre le titre à Joe ce qu'il accepte. Joe continue à se montrer irrespectueux et souhaite se venger de l'agression de Sting. Deux semaines plus tard, les deux hommes se provoquent avant leur match en cage avec des armes sur le toit de la cage à Hard Justice où Booker est encore victime d'agression et doit son salut à une batte de baseball qui tombe du toit. À Hard Justice, Samoa Joe conserve son titre ; juste avant ce combat A.J. Styles qui vient de battre Kurt Angle vient l'attaquer alors que l'équipe médicale le met sur une civière. Sting arrive peu de temps après et lui inflige un Scorpion Death drop. Angle et Booker T décide de s'allier le 4 septembre et deviennent les rivaux de Christian Cage. Dans le même temps, Sting devient l'ennemi de Samoa Joe ; ils s'affrontent le 12 octobre à Bound for Glory IV dans un match où le championnat du monde poids-lourds est en jeu. Au cours de ce combat, Kevin Nash donne un coup de batte de baseball à Joe qui permet la victoire de Sting.

#### Formation de la Main Event Mafia (2008-2009)
Le groupe se forme officiellement le 23 octobre, dans un segment avec Kevin Nash, Booker T, Sting et Kurt Angle. Ce dernier annonce qu'ils se joignent pour former un clan appelé « The Main Event Mafia » et que leur but est de commencer une « guerre » contre les jeunes talents pour avoir ce qu'ils méritent : le respect. Le même soir, Booker T sort d'une mallette la ceinture de champion des Légendes de la TNA qu'il se décerne. La semaine suivante Scott Steiner rejoint le clan quand il fait son retour de blessure et attaque Samoa Joe, A.J. Styles et leurs alliés.
À TNA Turning Point, Booker T bat Christian Cage pour conserver le TNA Legends Championship. À cause de la stipulation, Cage doit rejoindre la MEM cependant la Mafia attaque Christian car ils pensent qu'il va quitter la TNA (ce qui se révèlera vrai). La Main Event Mafia se déchaine alors et attaque Brother Ray, Samoa Joe, Petey Williams, BG James, Rhyno, Jeff Jarrett et A.J. Styles, les blessant tous.
À TNA Destination X, Booker T perd le TNA Legends Championship au profit d'A.J. Styles et Sting conserve son titre de TNA World Heavyweight contre Kurt Angle avec Jeff Jarrett en tant que spécial guest referee.
À TNA Lockdown, Sting perd son titre au profit de Mick Foley et le reste de la Main Event Mafia perd contre la Team Jarrett.

#### Multiples rivalités et conquête de la TNA (2009)
À Sacrifice 2009, Sting "pin" Kurt Angle dans l'Ultimate Sacrifice match qui comprenait aussi Jeff Jarrett et Mick Foley et devient donc le nouveau Godfather de la Main Event Mafia. Sting fait immédiatement valoir ses droits de leader à l'Impact! suivant et vire Sharmell Sullivan, Jenna Morasca de la MEM ainsi que la sécurité personnelle de Kurt Angle, à savoir Big Rocco et Sally Boy. Ces derniers signent la semaine suivante pour devenir la nouvelle sécurité de Mick Foley.
Juste avant Slammiversary 2009, Matt Morgan a exprimé son désir de rejoindre la Main Event Mafia ; ce qui conduit à un match entre les deux à Impact!, match remporté par Kurt Angle. Après le match, Angle serre la main de Morgan et montre qu'il souhaite le voir rejoindre la Mafia. Plus tard à Impact!, durant un match de qualification pour le King of the Mountain match entre Sting et Kurt Angle à Slammiversary, Matt Morgan interfère et aide Angle à gagner. Après le match, Kurt Angle blâme Morgan pour l'avoir aidé puis ce dernier demande à Sting de le laisser rejoindre la Main Event Mafia. Sting est d'accord pour un match entre lui et Morgan à TNA Slammiversary et si ce dernier remporte le match, il pourra rejoindre la MEM. Mais Sting remporte ce match au PPV et dans le Main Event, Kurt Angle gagne le King of the Mountain match et le TNA World Heavyweight Championship après que Samoa Joe (lui aussi dans le match) le laisse décroche le titre alors que tous les deux étaient en haut de l'échelle. Cette action fait faire un Heel turn à Joe mais le rend aussi membre de la Main Event Mafia.

#### Dernières rivalités et fin de la Mafia (2009)
Lors de l'Impact! du 25 juin, il est expliqué que Joe a été payé par la Mafia pour ne pas gagner ce match et que par conséquent il rejoignait la MEM et trahit la frontline. La Mafia de même que Matt Morgan attaquent alors Sting en protestation de son leadership et Kurt Angle redevient alors le leader et le Godfather de la Main Event Mafia. La semaine suivante, Sting sauve et évite à A.J. Styles de se faire démolir par la MEM en attaquant chaque membre de la Mafia avec une batte de baseball et vole le TNA World Heavyweight Championship de Kurt Angle. À l'Impact! suivant, il confronte Samoa Joe, et dit qu'il va dévoiler le nom du mentor de Joe avant Victory Road 2009 où ils doivent s'affronter. Plus tard dans la soirée, Sting se déguise en Samoa Joe et arrive presque à voir le mentor de Joe dans sa voiture mais ce dernier lui porte son Coquina Clutch et récupère le titre volé. À la fin du show, durant l'attaque sur Mick Foley par la Main Event Mafia, Joe rend le titre à Kurt Angle.
À TNA Victory Road, la Main Event Mafia prend le « contrôle » de la TNA avec la victoire de Kevin Nash sur A.J. Styles en trichant pour ramener le TNA Legends Championship au sein de la Mafia. Durant la même soirée, Booker T et Scott Steiner battent Beer Money, Inc. pour les ceintures de champions du monde par équipe, Kurt Angle conserve TNA World Heavyweight Championship en battant Mick Foley. Taz est aussi révélé comme le mentor de Samoa Joe. À l'Impact du 30 juillet, Kevin Nash perd le Legends title au profit de Mick Foley dans un Tag Team match avec Kurt Angle contre Bobby Lashley et Mick Foley. À l'Impact du 6 août, Kurt Angle annonce que la World Elite se joint à eux pour former un "super clan". Lors d'Hard Justice, Kevin Nash récupère son titre tandis que Samoa Joe gagne le titre X Division alors que le reste du Main Event Mafia conserve leur ceintures. La MEM a alors tous les titres de la TNA. Mais à No Surrender, Kurt Angle perd son titre dans un match à cinq qu'AJ Styles gagna. Dès lors des rivalités apparaissent mais aussi des faiblesses car Samoa Joe perd son titre à cause de Bobby Lashley car ce dernier est en rivalité avec lui tandis que Kurt Angle commence une rivalité avec Matt Morgan. Lors de Bound For Glory 2009, Booker T et Scott Steiner perdent leurs titres par équipes et Booker T repart en civière dans ce qui fut sa dernière apparition à la TNA, Kevin Nash perd son titre face à Hernandez et Eric Young au profit de ce dernier. Puis Samoa Joe perd par soumission face à Bobby Lashley tandis que Kurt Angle gagne face à Matt Morgan grâce à un roll-up. Lors du TNA Impact suivant, Kurt Angle annonce que la MEM est dissoute et fait un face turn.

### Seconde incarnation (2013)

#### Nouvelle Main Event Mafia (2013)
En janvier 2011, des plans évoquant le retour de la MEM ont été évoqués pour combattre Immortals. Cela se concrétise le 27 janvier à TNA Impact ou Scott Steiner effectue son retour après 1 ans d'absence en sauvant Crimson et Kurt Angle d'une attaque de Immortals. Mais les plans tombent à l'eau avec les retours de Booker T et Kevin Nash à la WWE.
Sting perd contre Bully Ray à Slammiversary XI dans un No Holds Barred Match et ne sera jamais autorisé à avoir un autre match pour le TNA World Heavyweight. Lors de l'Impact Wrestling du 13 juin, il annonce qu'une nouvelle Main Event Mafia va voir le jour pour contrer Aces And Eights. Lors de l'Impact du 20 juin, on le voit plusieurs fois dont une parler à quelqu'un qui rejoint la nouvelle Main Event Mafia. Plus tard dans la soirée, il vient confronter Bully Ray et lorsque ce dernier appel Aces & Eights, le Stinger lui montre une vidéo à l'écran ou l'on voit le groupe par terre. Sting attaque ensuite Bully et lorsqu'il tente de se retirer, Kurt Angle arrive et attaque Bully Ray avant de lui infliger un anckle lock. Kurt Angle rejoint donc la nouvelle Mafia. Le 27 juin, la Main Event Mafia explique plus de raison sur leur re-formation. Kurt Angle explique qu'ils veulent absolument que Bully Ray perde son titre du TNA Champion et qu'à cause des Aces & Eights, Sting ne pourra plus jamais avoir de chance au titre de la TNA. Lors de la même soirée, Sting et Kurt Angle viennent aider Samoa Joe alors que deux membres du groupe Aces & Eights allez venir aider Mr. Anderson contre The Samoan Submission Machine. Samoa Joe rejoint la Main Event Mafia par la suite.
La semaine suivante, Magnus rejoint la Main Event Mafia. Le même soir, la MEM empêche Aces & Eights d'intervenir dans le match pour le TNA X Division Championship entre le champion Austin Aries, Chris Sabin et Manik. Ce match détermine aussi le challenger no 1 pour le TNA World Heavyweight Championship.
Le 22 aout, A.J. Styles rejoint la MEM. Ce dernier gagne les BFG Series et aura une chance de gagner le titre poids lourds de Bully Ray lors de Bound for Glory. Lors de Boun for Glory A.J. Styles bat Bully Ray et remporte pour la deuxième fois de sa carrière le TNA World Heavyweight Championship.ils se séparent début novembre avec Sting disant qu'il allait enseigner les lutteurs qui pensent que l'entreprise leur doit quelque chose et laissé Samoa Joe, Magnus, et Kurt Angle vouloir devenir TNA World Heavyweight Champion.

## Membres du groupe

### Main Event Mafia
| Identité           | Arrivée         | Départ          | Notes                                                          |
| ------------------ | --------------- | --------------- | -------------------------------------------------------------- |
| Kurt Angle         | 23 octobre 2008 | 22 octobre 2009 | 1er leader du groupe 1 fois TNA World Heavyweight Champion     |
| Sting              | 23 octobre 2008 | 25 juin 2009    | 2d leader du groupe 1 fois TNA World Heavyweight Champion      |
| Kevin Nash         | 23 octobre 2008 | 22 octobre 2009 | 2 fois TNA Legends Champion                                    |
| Booker T           | 23 octobre 2008 | 22 octobre 2009 | 1 fois TNA Legends Champion 1 fois TNA World Tag Team Champion |
| Sharmell           | 23 octobre 2008 | 28 mai 2009     | Valet de Booker T                                              |
| Scott Steiner      | 30 octobre 2008 | 22 octobre 2009 | 1 fois TNA World Tag Team Champion                             |
| Jenna Morasca (en) | 12 mars 2009    | 28 mai 2009     | Valet de Kevin Nash                                            |
| Samoa Joe          | 25 juin 2009    | 22 octobre 2009 | 1 fois TNA X Division Champion                                 |
| Taz                | 25 juin 2009    | 22 octobre 2009 | Porte-parole de Samoa Joe                                      |
| Traci Brooks       | 23 juillet 2009 | 22 octobre 2009 |                                                                |

### New Main Event Mafia
| Identité        | Arrivée         | Départ          | Notes               |
| --------------- | --------------- | --------------- | ------------------- |
| Sting           | 13 juin 2013    | 7 novembre 2013 | Co-leader du groupe |
| Kurt Angle      | 20 juin 2013    | 7 novembre 2013 | Co-leader du groupe |
| Samoa Joe       | 27 juin 2013    | 7 novembre 2013 |                     |
| Magnus          | 4 juillet 2013  | 7 novembre 2013 |                     |
| Rampage Jackson | 11 juillet 2013 | 22 août 2013    |                     |

## Championnats et accomplissements
- TNA World Heavyweight Championship (2 fois) : Sting (1) et Angle (1)[31]
- TNA Legends Championship (3 fois) : Booker T (1) et Nash (2)[32]
- TNA World Tag Team Championship (1 fois) : Booker T et Steiner (1)[33]
- TNA X Division Championship (1 fois) : Samoa Joe (1)[31]